# Въртокоп
Въртокоп или Въртикоп (на гръцки: Σκύδρα, Скидра, до 1926 година Βέρτεκοπ, Вертекоп) е град в Егейска Македония, Гърция, главен град на дем Въртокоп (Скидра) в административна област Централна Македония.

## География
Въртокоп е разположен на 15 km югоизточно от град Воден (Едеса) на надморска височина от 50 m. Градчето е икономически и административен център на полските села в Сланицата и е важен пътен възел - тук в пътя Солун - Воден се влива пътят от Бер и Негуш. Градът има и железопътна гара.

## История
В местността Палиоеклисия има праисторическа надгробна могила.

### В Османската империя
В XIX век Въртокоп е малко българско село във Воденска каза на Османската империя. Александър Синве („Les Grecs de l’Empire Ottoman. Etude Statistique et Ethnographique“), който се основава на гръцки данни, в 1878 година пише, че в Въртокопи (Vartokopi), Воденска епархия, живеят 120 гърци. В „Етнография на вилаетите Адрианопол, Монастир и Салоника“, издадена в Константинопол в 1878 година и отразяваща статистиката на населението от 1873 година, Въртокоп (Vartokop) е посочено като село във Воденска каза с 44 домакинства и 196 жители българи.
Според статистиката на Васил Кънчов („Македония. Етнография и статистика“) в 1900 година Въртокопъ има 300 жители българи.
Всичките жители на Въртокоп са под върховенството на Цариградската патриаршия – по данни на секретаря на Българската екзархия Димитър Мишев („La Macédoine et sa Population Chrétienne“) в 1905 година във Въртокоп (Vartokop) има 160 българи патриаршисти гъркомани и в селото работи гръцко училище.

### В Гърция
През Балканската война в селото влизат гръцки войски и след Междусъюзическата Въртокоп остава в Гърция. Веднага след Балканските войни и по време на Първата световна война във Въртокоп са заселени гърци бежанци от Източна Тракия и Кавказ.
Построената в 1916 година Въртокопска гара за Влакчето на Караджова е обявена за паметник на културата.
Боривое Милоевич пише в 1921 година („Южна Македония“), че Въртокоп (Вртокоп) има 20 къщи славяни християни и 5 къщи цигани християни.
След 1924 година в селото отново са заселени гърци бежанци - 267 души по силата на Лозанската конвенция, но пък част от предишните бежанци се изселват. В 1926 година селото е прекръстено на Скидра, по името на античния град в Долна Македония. В 1928 година Въртокоп е представено като смесено местно-бежанско със 72 бежански семейства и 286 души бежанци. В преброяването от 1928 година е регистрирано и влашкото селище Въртокопски колиби (Скините Скидрас) с 42 жители власи.
След пресушаването на Ениджеварсарското езеро през 30-те години във Въртокоп се заселват още бежанци. Към 1940 година от 1645 души около 300 са местни, а останалите са бежанци от Мала Азия, Понт, Източна Тракия и други места.
По време на Гражданската война в градчето се заселват много жители на околните села в търсене на сигурност.
След Гражданската война, градчето претърпява бурно развитие, което се отразява негативно на Воден. Благодарение на съвременните агротехнически мерки земеделието в Сланицата процъфтява. През въртокопската гара се изнасят голяма част от овощната продукция на Сланицата и Берско. Към Въртокоп започват да гравитират около 20 села, които по-рано са ориентирани към Негуш и Бер. Във Въртокоп има голям хладилник за складиране на овошки и фабрика за пръскачки. Жителите на градчето се занимават също с овощарство, като произвеждат предимно праскови и ябълки, а също и памук и пшеница.
| Име       | Име        | Ново име      | Ново име      | Описание                                                                  |
| --------- | ---------- | ------------- | ------------- | ------------------------------------------------------------------------- |
| Чикут     | Τσικούτ    | Вурла         | Βούρλα        | местност на ЮИ от Въртокоп                                                |
| Тураво    | Τούραβο    | Халасмени     | Χαλασμένη     | местност на СИ от Въртокоп по левия бряг на Вода                          |
| Ракита    | Ρακίντα    | Дендро        | Δένδρο        | местност на СИ от Въртокоп и на И от Треболец по десния брят на Мъгленица |
| Треболец  | Τρέμπολιτς | Катара Корифи | Καθαρά Κορυφή | възвишение на СИ от Въртокоп и на С от село Треболец (135,2 m)            |
| Калин дол | Καλιντολ   | Ласпорема     | Λασπόρεμα     | река на СИ от Въртокоп, ляв приток на Вода                                |

| Година    | 1913 | 1920 | 1928 | 1940 | 1951 | 1961 | 1971 | 1981 | 1991 | 2001 | 2011 | 2021 |
| --------- | ---- | ---- | ---- | ---- | ---- | ---- | ---- | ---- | ---- | ---- | ---- | ---- |
| Население | 171  | 809  | 833  | 1645 | 2020 | 3172 | 3970 | 4319 | 4562 | 5081 | 5406 | 5686 |

## Личности
Родени във Въртокоп
- Евтимис Кулурис (р. 1996), гръцки футболист;
- Панайотис Ксоблиос (р. 1996), гръцки футболист;
- Христодулос Димбарис, гръцки андартски деец.

Починали във Въртокоп
- Павел Божигробски (? – 1871), български духовник